# Synagoge (Russe)

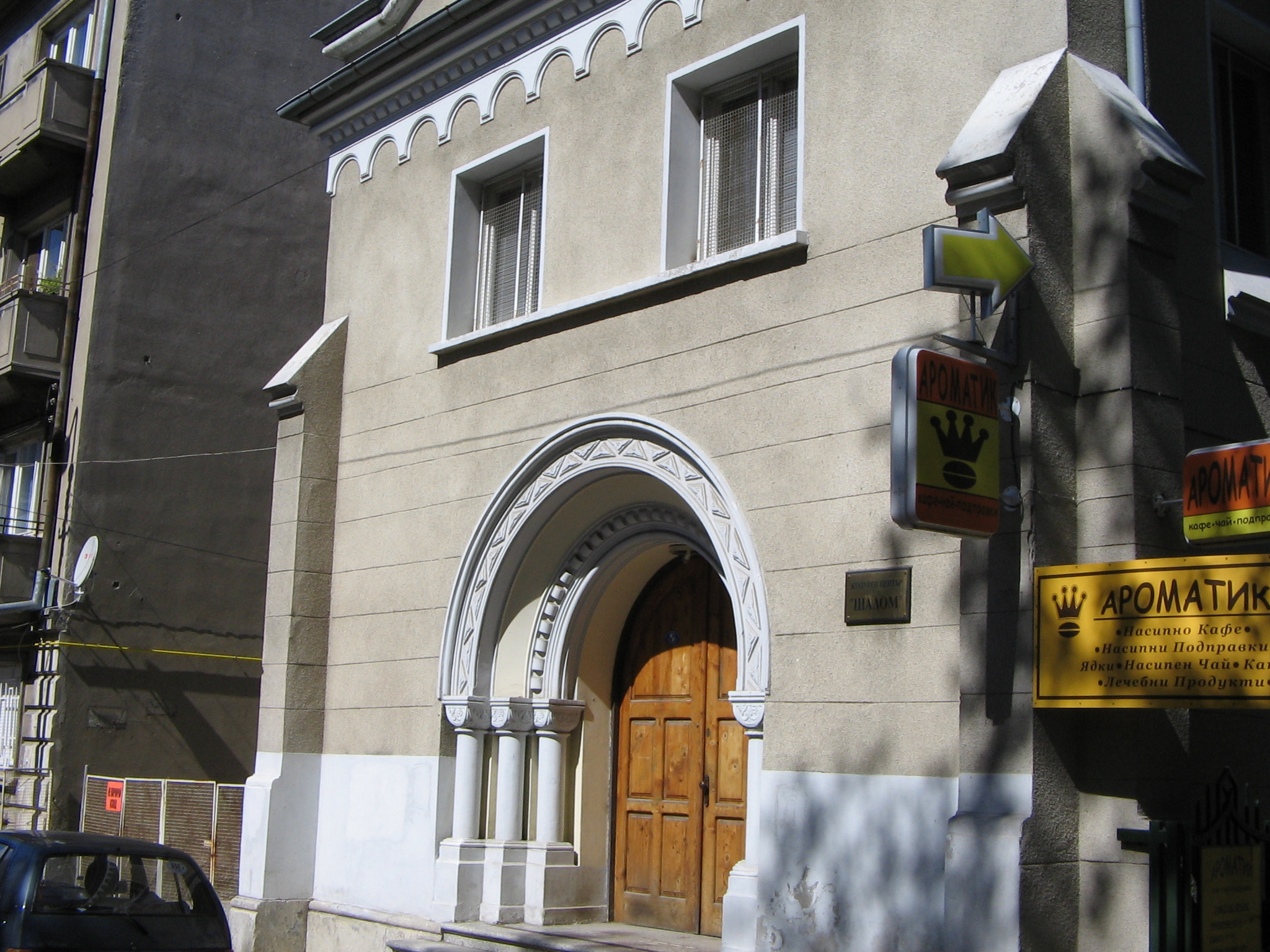
Ehemalige Synagoge in Russe

Die Synagoge in Russe, einer bulgarischen Stadt im Norden des Landes, wurde 1927 von den aschkenasischen Juden des Ortes errichtet.

## Geschichte
Zunächst (seit Ende des 18. Jahrhunderts) gab es in Russe nur Gebetshäuser und Synagogen der Sephardim. Die bekannteste ist die 1872 erbaute Große Synagoge.
Eine erste Synagoge der Aschkenasim gab es von 1878 bis 1893. Im Jahr 1927 bauten sie eine neue Synagoge. Diese war auch die letzte in Bulgarien errichtete Synagoge. Nach dem Zweiten Weltkrieg wurde sie, wie die anderen Synagogen der Stadt, 1948 vom Staat übernommen und umgebaut. Dabei wurde eine zweite Etage eingezogen und die Apsis mit dem Toraschrein durch eine Wand verdeckt. Insgesamt ist aber die ursprüngliche Form noch gut zu erkennen.
In den 1990er-Jahren wurde das Gebäude der jüdischen Gemeinde zurückgegeben und dient dieser jetzt als Versammlungsraum (Beit Haan).

## Architektur
Das Gebäude wurde im neoromanischen Stil erbaut. Bei den Umbauten blieb hauptsächlich das Eingangsportal in seiner ursprünglichen Form erhalten, während die hoch angebrachten Rundbogenfenster durch rechteckige Fenster ersetzt wurden.
Erhalten blieben auch die Stützstreben an den Ecken sowie den Seitenwänden. Dagegen wurden alle Elemente, die auf eine Synagoge hinwiesen, entfernt. Darunter befanden sich die Zehn Gebote am Giebel sowie die kleinen Ecktürme in der Form von Urnen an der Frontseite.
Innen wurde der kunstvolle Toraschrein mit seinen Säulen, Türmen und Verzierungen entfernt. An seiner Stelle befinden sich jetzt drei Plaketten zum Andenken an die jüdischen Soldaten, die in den Balkankriegen 1912–1913 sowie im Ersten Weltkrieg starben.